# كريستين شيل
كريستين شيل (بالألمانية: Christine Scheel )‏ (و. 1956  م) هي سياسية ألمانية، هي عضوةٌ تحالف '90 / الخضر، شاركت في الانتخابات الرئاسية الألمانية 2009، والانتخابات الرئاسية الألمانية 2010، والانتخابات الرئاسية الألمانية 2004، والانتخابات الرئاسية الألمانية 1999 ‏.

## مناصب
تولت منصب عضو في البوندستاغ الألماني (10 نوفمبر 1994–26 أكتوبر 1998)
- عضو مجلس الشورى الموحد لبافاريا.

## التعليم
تعلمت في جامعة إرلنغن نورنبيرغ.

## جوائز
حصلت على جوائز منها:
- وسام الاستحقاق البافاري
- الميدالية الدستورية البافارية الذهبية ‏.

## روابط خارجية
- كريستين شيل على موقع مونزينجر (الألمانية)